# Shylock

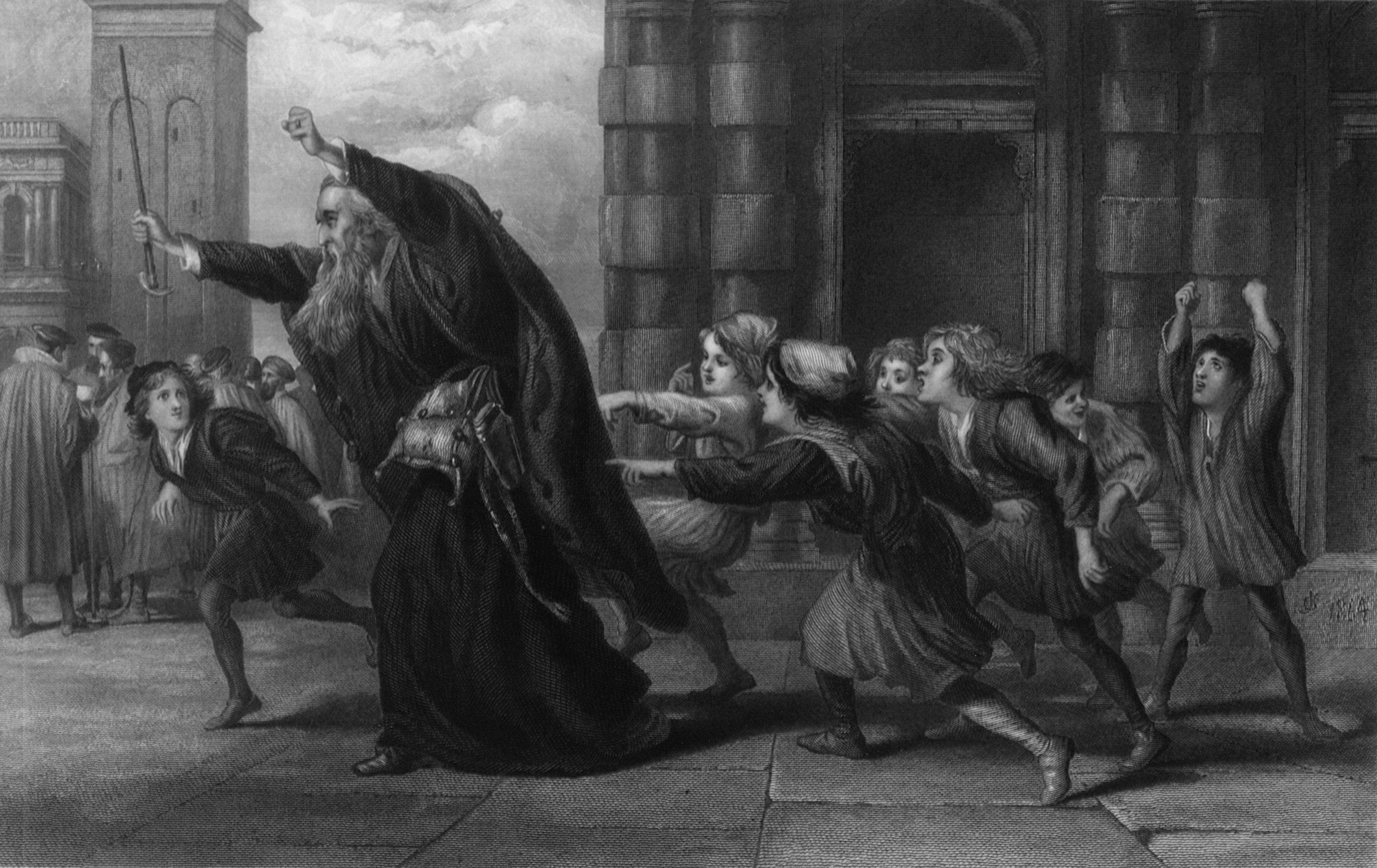
Shylock wordt bespot in act 2, scene 7. Gravure door Charles Knight voor een uitgave van The Works of Shakespere te Londen in 1873-6.

Shylock is de hoofdpersoon in het tragi-komische toneelstuk The Merchant of Venice van William Shakespeare uit circa 1597. De titelfiguur, de koopman van Venetië, is Antonio, maar het stuk draait om het pond vlees dat Shylock van hem eist — Antonio's vlees.
De beide heren hebben een contract gesloten in verband met een geldlening. Shylock is een Jood, voor wie geldhandel in het 16e-eeuwse Venetië een van de weinige mogelijkheden van bestaan biedt. Na het verstrijken van de afgesproken termijn kan Antonio niet aan zijn verplichtingen voldoen en Shylock eist zijn deel. Er volgt een rechtszaak, waarin Shylock wordt veroordeeld tot de allergrootste vernedering van gedwongen bekering tot het christendom.
In de beroemde "Hath not a Jew eyes?" monoloog die Shylock uitspreekt in de eerste scène van de derde akte, lijkt de kloof tussen christen en jood onoverbrugbaar, wanneer hij zich beroept op een recht van vergelding oftewel wraak:
He hath disgraced me, and hindered me half a million, laughed at my losses, mocked at my gains, scorned my nation, thwarted my bargains, cooled my friends, heated mine enemies; and what's his reason? I am a Jew. Hath not a Jew eyes? hath not a Jew hands, organs, dimensions, senses, affections, passions? fed with the same food, hurt with the same weapons, subject to the same diseases, healed by the same means, warmed and cooled by the same winter and summer, as a Christian is? If you prick us, do we not bleed? if you tickle us, do we not laugh? if you poison us, do we not die? and if you wrong us, shall we not revenge? If we are like you in the rest, we will resemble you in that. If a Jew wrong a Christian, what is his humility? Revenge! If a Christian wrong a Jew, what should his sufferance be by Christian example? Why, revenge! The villainy you teach me I will execute, and it shall go hard but I will better the instruction.
Hij heeft me vernederd, en me vijfhonderdduizend keer voor de voeten gelopen, gelachen om mijn verliezen, mijn winsten gekleineerd, mijn kansjes vernietigd, mijn vrienden vervreemd, mijn vijanden aangevuurd; en waarom? Ik ben een jood. Heeft een jood geen ogen? Heeft een jood geen handen, organen, afmetingen, zinnen, affecties, hartstochten? gevoed door hetzelfde voedsel, gewond door dezelfde wapens, onderhevig aan dezelfde ziektes, genezen door dezelfde behandeling, opgewarmd en afgekoeld door dezelfde zomer en winter, als een christen? Als je ons prikt, bloeden wij dan niet? Als je ons kietelt, lachen wij dan niet? Als je ons vergiftigt, sterven wij dan niet? en als je ons mishandelt, wreken wij ons dan niet? Als we net als jullie zijn in die andere dingen, zullen wij ook daarin op jullie lijken. Als een jood een christen mishandelt, wat is dan zijn nederigheid? Wraak! Als een christen een jood mishandelt, wat moet zijn lijden dan voorstellen naar christelijke maatstaven? Ja, wraak! De schurkenstreken die jullie me voorhouden, zal ik uitvoeren, en het zal niet gemakkelijk zijn, maar ik zal ze verbeteren.

## In de cultuur
- Shylock is een theatermuziekstuk van Gabriel Fauré uit 1889.
- Shylock is een opera van de Nederlandse componist Hans Kox met een libretto van J. Elmer uit 1979.
- Shylock, woekeraar is een essay in boekvorm van Martin van Amerongen, verschenen op de dag van zijn begrafenis in 2002.[2]

- Gemeinsame Normdatei: 118890867
- Library of Congress Control Number: no2016060699
- Nationale Bibliotheek van Tsjechië: zcu2016916463
- Nationale Bibliotheek van Israël: 987007536931305171
- Virtual International Authority File: 85146331757918690403